# Костас Варналис
Ко̀стас Ва̀рналис (на гръцки: Κώστας Βάρναλης) е гръцки поет, романист, публицист и общественик, роден и отрасъл в България.

## Биография
Варналис е роден в Бургас на 26 или 27 февруари 1884 по нов стил или на 14 или 15 февруари в семейство, преселило се от Варна - фамилията им на гръцки означава Варненец. През 1902 г. емигрира и се установява в Атина. Завършва Атинския университет през 1908. Учителства в България и Гърция, а през 1919 слуша лекции по филология и естетика в Сорбоната в Париж. Изключен е поради левите си възгледи. Започва работа като журналист и преводач. Пише две книги за гръцкия поет Дионисиос Соломос, автор е на много стихосбирки и есеистики, превежда няколко класически гръцки трагедии. Автор е на сборника „Диктаторите“, който е насочен против италианците, воюващи против Гърция през Втората световна. През 1959 г. получава Ленинска награда за мир от съветското правителство. Представител е на гръцката комунистическа литература. По-големият му брат Панайот Варналиев, инвалид от войните за национално обединение през 1912-1913 г. и 1915-1918 г., се премества от Бургас в Созопол, където живее до смъртта си на 17 септември 1940 г.

## Произведения

### Стихосбирки
- Восъчна пита (1905)
- Свободен свят (1965)
- Гневът на народа (1975)
- Светлината, която изгаря (1922)
- Обсадените роби (1927)

### Повести
- Дневникът на Пенелопа (1947)

### Памфлети
- Истинска апология за Сократ (1931)
- Дневникът на Пенелопа (1948)
- Диктаторите (1954) – портрети на исторически личности

### Драми
- Атал III (1970)